# Johann Ernst (Hanau-Münzenberg)
Johann Ernst von Hanau-Münzenberg-Schwarzenfels (* 13. Juni 1613 in Schwarzenfels; † 12. Januar 1642 in Hanau) war der letzte Graf aus dem Haus Hanau-Münzenberg. Er folgte 1641 seinem Großneffen Philipp Ludwig III. in der Regierung der Grafschaft Hanau-Münzenberg.

## Jugend
Johann Ernst war Sohn des Grafen Albrecht von Hanau-Münzenberg-Schwarzenfels und der Gräfin Isengard (Ehrengard) von Ysenburg-Büdingen.
Seine Ausbildung erfuhr Johann Ernst an der Klosterschule in Schlüchtern, dem heutigen Ulrich-von-Hutten-Gymnasium, und der Universität Basel. Seine Kavalierstour führte ihn nach Frankreich, von wo er 1633 zurückkehrte. Die Familie musste, bedingt durch den Dreißigjährigen Krieg, die Obergrafschaft Hanau-Münzenberg verlassen und floh zuerst nach Worms, später nach Straßburg, wo sie mit großen finanziellen Schwierigkeiten zu kämpfen hatten. Hier starb Johann Ernsts Vater, und er begab sich mit seiner Mutter nach Frankfurt am Main.
Im Gegensatz zu seinem Vater bereitete er der regierenden Hauptlinie des Hauses Hanau-Münzenberg keine Schwierigkeiten durch Forderungen nach Abtrennung von Teilen der Grafschaft Hanau-Münzenberg und eigener (Mit-)regentschaft. So kam er mit dem früh verstorbenen Grafen Philipp Moritz von Hanau-Münzenberg und dessen Frau, Sibylle Christine von Anhalt-Dessau, die nach dem Tod ihres Mannes ab 1638 die Regentschaft für ihren Sohn, den minderjährigen Philipp Ludwig III. von Hanau-Münzenberg führte, gut aus.

## Regierung
Philipp Ludwig III. starb noch als Kind am 21. November 1641. Damit war die Hauptlinie des Hauses Hanau-Münzenberg im Mannesstamm ausgestorben, und Johann Ernst kam als einziger männlicher Vertreter der Seitenlinie Hanau-Münzenberg-Schwarzenfels zum Zuge.
Kurze Zeit nach seinem Regierungsantritt verlobte er sich mit Susanna Margarethe von Anhalt-Dessau, der nachmaligen Frau des Grafen Johann Philipp von Hanau-Lichtenberg und Schwester von Sibylla Christina von Anhalt Dessau, der Mutter seines Vorgängers und Ehefrau seines Nachfolgers, Casimir von Hanau-Lichtenberg. Zu einer Heirat kam es jedoch nicht mehr.

## Tod
Johann Ernst starb bereits am 12. Januar 1642, nach nur siebenwöchiger Regentschaft, an den Blattern. Die behandelnden Ärzte, darunter Peter de Spina III., hatten die Krankheit erst sehr spät erkannt und den Sterbenden noch mit Abführmitteln und Aderlässen traktiert.
Er wurde am 26. Februar 1642 in der Familiengruft in der Marienkirche in Hanau beigesetzt, die – da bereits voll belegt – zuvor erweitert werden musste. Der Zinnsarg, in dem er bestattet war, wurde in den napoleonischen Kriegswirren 1812 gestohlen, die Leiche zusammen mit dem Inhalt anderer geraubter Särge in einem Gemeinschaftssarg erneut beigesetzt.
Johann Ernst wurde durch den regierenden Grafen von Grafschaft Hanau-Lichtenberg, Friedrich Casimir, der wegen Minderjährigkeit allerdings noch unter Vormundschaft des Freiherrn Georg II. von Fleckenstein-Dagstuhl stand, beerbt.

## Vorfahren
| Ahnentafel Graf Johann Ernst von Hanau-Münzenberg-Schwarzenfels | Ahnentafel Graf Johann Ernst von Hanau-Münzenberg-Schwarzenfels                                                            | Ahnentafel Graf Johann Ernst von Hanau-Münzenberg-Schwarzenfels                                                            | Ahnentafel Graf Johann Ernst von Hanau-Münzenberg-Schwarzenfels                                                            | Ahnentafel Graf Johann Ernst von Hanau-Münzenberg-Schwarzenfels                                                            | Ahnentafel Graf Johann Ernst von Hanau-Münzenberg-Schwarzenfels | Ahnentafel Graf Johann Ernst von Hanau-Münzenberg-Schwarzenfels |
| --------------------------------------------------------------- | --- | --- | --- | --- | --------------------------------------------------------------- | --------------------------------------------------------------- |
| Urgroßeltern                                                    | Philipp III. von Hanau-Münzenberg (* 1526; † 1561) ⚭ Helena von der Pfalz-Simmern (* 1533; † 1579)                         | Philipp IV. von Waldeck (* 1493; † 1574) ⚭ Jutta von Isenburg († 1564)                                                     | Philipp von Isenburg-Ronneburg (* 1467; † 1526) ⚭ Amalia von Rieneck (* 1478; † 1543)                                      | Philipp von Solms-Braunfels (* 1494; † 1581) ⚭ Anna von Tecklenburg († 1554)                                               |                                                                 |                                                                 |
| Großeltern                                                      | Philipp Ludwig I. von Hanau-Münzenberg (* 1553; † 1580) ⚭ Magdalena von Waldeck (* 1558; † 1599)                           | Philipp Ludwig I. von Hanau-Münzenberg (* 1553; † 1580) ⚭ Magdalena von Waldeck (* 1558; † 1599)                           | Philipp II. von Ysenburg-Büdingen (* 1526; † 1596) ⚭ Ehrengard von Solms-Braunfels (* 1536; † 1577)                        | Philipp II. von Ysenburg-Büdingen (* 1526; † 1596) ⚭ Ehrengard von Solms-Braunfels (* 1536; † 1577)                        |                                                                 |                                                                 |
| Eltern                                                          | Albrecht von Hanau-Münzenberg-Schwarzenfels (* 1579; † 1635) ⚭ Isengard (Ehrengard) von Ysenburg-Büdingen (* 1577; † 1637) | Albrecht von Hanau-Münzenberg-Schwarzenfels (* 1579; † 1635) ⚭ Isengard (Ehrengard) von Ysenburg-Büdingen (* 1577; † 1637) | Albrecht von Hanau-Münzenberg-Schwarzenfels (* 1579; † 1635) ⚭ Isengard (Ehrengard) von Ysenburg-Büdingen (* 1577; † 1637) | Albrecht von Hanau-Münzenberg-Schwarzenfels (* 1579; † 1635) ⚭ Isengard (Ehrengard) von Ysenburg-Büdingen (* 1577; † 1637) |                                                                 |                                                                 |
| Johann Ernst                                                    | | | | |                                                                 |                                                                 |

Zur Familie vgl. Hauptartikel: Hanau (Adelsgeschlecht)